# 小島幸子
小島 幸子（こじま さちこ、1979年1月18日 - ）は、日本の声優、女優、元子役。千葉県出身。マウスプロモーション所属。

## 経歴
芸能界入りのきっかけは、9歳のときに劇団の新聞広告を見て母に「テレビに出たい!」「ここに入りたい!」言ったところ、母は「やりたいことはやらせてあげるけど、全部自分でやりなさい」との条件で、子役として1987年から1997年まで劇団日本児童に所属していた。所属先に台本を受け取りに行ったり、いくつか電車を乗り変えてスタジオへ行ったり、学校から電話でタクシーを呼ぶといったこと一切を自らしていた。
声優デビュー作はアニメ映画『おもひでぽろぽろ』の学級委員の小林役で、台詞は「意見のある人は手をあげてください」の一言のみだった。同作では主人公役のオーディションを受けたが落ちている。同時期、実写映画『四万十川』で何次ものオーディションを経てメインキャストに選ばれ、それを機に声優含めて仕事が増えた。山本健翔は1990年代前半、NHKのラジオドラマの脚本を担当したとき、ディレクターからその作品のヒロイン役で当時は中学生だった小島のことを「天才がいるんだよ」と言われ、彼女は収録の第一声からとても良く、仕事を終えると颯爽と帰っていったという。
以降、ドラマ、ラジオ、洋画吹き替えで活動していた。高校3年生のときに女子高生たちが登場するトーク番組に出演した際、可愛いモデルの子がいる中で自分は面白いと頑張ったが、プロデューサーには受けず傷付いた。それには自分も薄々気付いていた上に、カメラの前ではまばたきが止まらなくなってしまうことでもう辞めようと思った。しかし喋ることは好きだったのでバスガイドになって旅行の専門学校に通おうとも思った。だがそれで本当に構わないのか、顔出しの芝居じゃないといけないのかとも悩んでいた。吹き替えもラジオもしていたが、顔出しのみを恐れているのであってその仕事だけ嫌だとマネージャーに頼むが、今まで変わらず仕事をしていただけに受け入れてもらえず、もう駄目だと半ば一方的に退所。その後は「実績はあるからどこかに入れるだろう」と楽観していたが、全く声はかからなかった。
仕事はどこにあるのかと考え、声優業をしたときの台本にある出演者とともに書かれた事務所名を見て一番数が多いところの養成所に入ろうとするも、2つのうち1つのある大手プロダクション附属の養成所は入所金が高くて諦める。しばらく途方にくれていたが、以前のマネージャーからもう1つの候補である江崎プロダクションのオーディションがあると教えられて参加。1997年に江崎プロダクション附属養成所入所。その頃、同じくカメラは無いと劇団研究生になるが、すぐに劇団が潰れる。そこで知り合った人から「一緒にお笑いをやらないか」といわれてコント集団で活動を始めた。1998年からマウスプロモーションに所属。養成所は講師から「現場に出た方がいい」と言われて1年通っただけだが、そこでは今まで直感で演技をしていたのを雰囲気を汲み取ったり思案したり、誰かの芝居を見ることが最も勉強になると学んだ。卒業してからも仕事のないときは授業を見に行き、欠席者がいると代役を務めていた。
声優かお笑い芸人かで悩むほどだったが、そういう異色さが気に入られたのか声優ユニットChiffonsのメンバーに選ばれた。顔出しが無理で性格的にも向いていないと思っており、全身タイツでのコントとChiffonsの活動を並行して行っていた。しかしお笑いの仕事を見たマネージャーから怒られ、よく考えた結果、声優に専念する。そのときジュニアを越したランクになったが、子役時代を知るディレクターに呼ばれてもそうでなければ起用されず、1か月に1本主役の仕事があっても、残りは週6で高校時代から続けていた喫茶店のアルバイトの日々だった。
小島を子役の頃から知る音響監督が携わった『ウエスト・サイド物語』の吹き替えオーディションでヒロイン役に選ばれたことが転機となり、週に3、4本は仕事があるようになった。アルバイトをしていた喫茶店の閉店後は、日雇いでたばこの試供品配りや封筒折り、バーテンダーなどを経験した。
アイドルグループ所属なだけに可愛い絵のアニメのオーディションの話はきていたが何年も受からず、事務所の社長に「そういう作品のオーディションはもういい」と言ったこともあったが、『魔法少女隊アルス』の主役に選ばれた。その役は自分みたいなキャラで、「絶対やりたい」と思っていた。だが吹き替えと違い、慣れないアニメでは他の声と被らないようにと言われ、一人で全部収録し直すことも多かった。芝居は気持ちと教わっていたが、それがあっても声がついてこず、居残りになる中、技術に注目し、スタジオの端から凄いと考えた先輩を観察した。
夫はグロービジョン所属の演出家の安江誠。Chiffons名義のTwitter上にて2011年8月11日のツイートで8月3日に長男の出産、2013年5月17日のツイートで5月15日に次男の出産を報告した。
納谷六朗没後に断りきれずマウスプロモーション付属俳優養成所の講師になり、自分にできること悩み、試行錯誤の末にコミュニケーション術を教えるために神経言語プログラミングの資格をとった。芝居の前の人間形成を大事にしており、どうやって他人を普通に受けいれるか、自分の伝えたいことの言語化、相手の話の聞き方を教えている。

## 人物
声優としてはテレビアニメ、外画吹き替えを中心に活躍している。女優としてはテレビドラマ、CMにも多数出演している。
吹き替えではアマンダ・サイフリッドやアンナ・パキン、クリスティーナ・リッチ、ミーナ・スヴァーリなどを持ち役としている。
方言は岡山弁。趣味・特技はフルート。

## 出演
太字はメインキャラクター。

### テレビアニメ
1999年
- カウボーイビバップ（天使）
- デビルマンレディー（今日子）
- トラブルチョコレート（その子）
- 名探偵コナン（1999年 - 2024年、武田絵未、燕秋夫、泊里安珠 / 鋤山有梨）

2001年
- ギャラクシーエンジェル（クレータ・ビスキュイ）
- グラップラー刃牙（松本梢江、看護婦、CIA局員）
- サイボーグ009 THE CYBORG SOLDIER（ナタリー）

2002年
- 最終兵器彼女（ゆかり）
- 東京アンダーグラウンド（ヘキサ）
- 東京ミュウミュウ（山田月子）
- パタパタ飛行船の冒険（カミュール・ジン・ハナン）

2003年
- アソボット戦記五九（カリン・クラマ）
- AVENGER（侍従ドール）
- まっすぐにいこう。（はなこ）
- 無限戦記ポトリス（クレール・ダン）

2004年
- 銀河鉄道物語（ティナ）
- 最遊記RELOAD GUNLOCK（坤）
- ソニックX（モリー）※テレビ東京未放送版のキャラクター
- NARUTO -ナルト-（大蛇丸〈少年〉）
- 魔法少女隊アルス（アルス）

2006年
- いぬかみっ!（蛇女）
- Ergo Proxy（リアル・メイヤー）
- 陰からマモル!（真双津椿）
- ガンパレード・オーケストラ（田上由加里）
- ギャラクシーエンジェる〜ん（クレータ・ビスキュイ）
- 銀河鉄道物語 〜永遠への分岐点〜（クローマリア）
- 太陽の黙示録（陳麗君）
- タマ&フレンズ 探せ!魔法のプニプニストーン（スリーバッドガールズ）
- 落語天女おゆい（飛鳥山雅）
- RAY THE ANIMATION（ブルーソックス）
- LEMON ANGEL PROJECT（識名蛍子）

2007年
- 風の少女エミリー（イルゼ・バーンリ）
- 機神大戦ギガンティック・フォーミュラ（聖緋紗子）
- 結界師（藍緋）
- 古代王者 恐竜キング Dキッズ・アドベンチャー（メアリー）
- それいけ!アンパンマン（えんぴつぼうや〈2代目〉）
- 電脳コイル（フミエ）
- バンブーブレード（桑原鞘子）
- ぼくらの（笛吹の妻）
- ポケットモンスター ダイヤモンド&パール（オトネ）

2008年
- のらみみ2（マクダーナル）
- はっけん たいけん だいすき!しまじろう（マーくん）
- ロザリオとバンパイア（青野響子） - 2シリーズ

2009年
- 青い花（花絵）
- スティッチ! 〜いたずらエイリアンの大冒険〜（サンド）
- ヒピラくん（サラ）
- VIPER'S CREED（マイカ、ジル）

2010年
- 極上!!めちゃモテ委員長 セカンドコレクション（香山夏希）
- ハートキャッチプリキュア!（多田かなえ）
- ひめチェン!おとぎちっくアイドル リルぷりっ（亜地々燃子）

2011年
- セイクリッドセブン（アルマの母）

2012年
- あの夏で待ってる（柑菜の母）
- AKB0048（2012年 - 2013年、南野美果子） - 2シリーズ
- カードファイト!! ヴァンガード シリーズ（2012年 - 2019年、クランク、守山ヒロキ、母親） - 4シリーズ
- GON -ゴン-（ボウ）
- PSYCHO-PASS サイコパス（島津千香）
- さくら荘のペットな彼女（ナンシー）
- 戦国コレクション（景子）
- ハイスクールD×D（2012年 - 2015年、一誠の母） - 3シリーズ

2013年
- サザエさん（桜井桃子）
- ジョジョの奇妙な冒険 シリーズ（2013年 - 2015年、スージーQ / スージーQ・ジョースター） - 3シリーズ
- しまじろうのわお!（まるりんのママ〈ささきささこ〉〈2代目〉）

2014年
- ディスク・ウォーズ:アベンジャーズ（ロゼッタ・ライリー）
- 東京レイヴンズ（天馬の母）
- ハピネスチャージプリキュア!（増子美代）

2015年
- ゴッドイーター（アリサ母）
- 純潔のマリア（ロロット）
- VALKYRIE DRIVE -MERMAID-（A）

2016年
- アイカツスターズ!（編集長）
- アクティヴレイド -機動強襲室第八係-（都知事の秘書）
- 境界のRINNE（子どもシズカ）
- クラシカロイド（公爵夫人）
- 斉木楠雄のΨ難（クレヤボヤンス☆魅希呼）
- ブブキ・ブランキ 星の巨人（テュロク）

2017年
- 亜人ちゃんは語りたい（小鳥遊みどり）
- アトム ザ・ビギニング（ばあや）
- 有頂天家族2（女鬼）
- ドラえもん（テレビ朝日版第2期）（見張りアリ）

2018年
- されど罪人は竜と踊る（ゼノビア）
- こねこのチー ポンポンらー大旅行（エミ）
- ポチっと発明 ピカちんキット（2018年 - 2019年、カンクロー）
- Cutie Honey Universe（スネークパンサー）
- 天狼 Sirius the Jaeger（華田家女中）
- 抱かれたい男1位に脅されています。（花房絹江）

2019年
- 同居人はひざ、時々、頭のうえ。（秋元奈津子）
- えんどろ〜!（雌鯖魚人）
- スター☆トゥインクルプリキュア（2019年 - 2020年、星奈輝美、ノットレイ、おひつじ座のスタープリンセス、おばあさん）
- アイカツフレンズ!〜かがやきのジュエル〜（アイラ、おばあちゃん、老人）
- フルーツバスケット（2019年 - 2021年、女将） - 2シリーズ
- GRANBLUE FANTASY The Animation Season 2（ゾンビ村人〈妻〉、ゾンビ村人）

2020年
- 宝石商リチャード氏の謎鑑定（カトリーヌ）
- アサティール 未来の昔ばなし（2020年 - 2025年、ライアン） - 2シリーズ
- 魔王学院の不適合者 〜史上最強の魔王の始祖、転生して子孫たちの学校へ通う〜（フクロウ）
- BORUTO-ボルト- NARUTO NEXT GENERATIONS（サクヤ）
- ハクション大魔王2020（我理田）
- 半妖の夜叉姫（2020年 - 2021年、女禍）

2021年
- バック・アロウ（カイ〈子供時代〉、デマイン合唱団、僧衣の者）
- Vivy -Fluorite Eye's Song-（開発者、開発者1）
- さんかく窓の外側は夜（非浦母）

2022年
- 後宮の烏（阿繡）

2023年
- イジらないで、長瀞さん 2nd Attack（センパイ母）
- 転生王女と天才令嬢の魔法革命（シルフィーヌ・メイズ・パレッティア）
- この素晴らしい世界に爆焔を!（買い物客 / アーネス）
- 転生貴族の異世界冒険録〜自重を知らない神々の使徒〜（ハビット）
- ゴールデンカムイ（オソマの母）
- 機動戦士ガンダム 水星の魔女（ナイラ・バートラン）
- め組の大吾 救国のオレンジ（2023年 - 2024年、高橋八重子）
- 川越ボーイズ・シング（茨戸ミユキ）

2024年
- ガールズバンドクライ（井芹靖恵） - 演技指導
- 怪獣8号（女の子の母親）
- 妻、小学生になる。（白石千嘉）

2025年
- ブスに花束を。（田端の母）

### 劇場アニメ
- おもひでぽろぽろ（1991年）
- 犬夜叉 紅蓮の蓬莱島（2004年、蛍）
- 劇場版 NARUTO -ナルト- 大激突!幻の地底遺跡だってばよ（2005年、カミラ）
- 映画 ハピネスチャージプリキュア! 人形の国のバレリーナ（2014年、増子美代）
- 映画 聲の形（2016年、島田一旗〈小学生〉）
- コードギアス 反逆のルルーシュ I 興道（2017年、井上直美）
- デッドデッドデーモンズデデデデデストラクション（2024年、SHIP本部長〈木戸〉） - 後章

### OVA
- 帝都物語（1991年、少女）
- 真 学校の幽霊（1999年、理恵）
- サクラ大戦 エコール・ド・巴里（2003年、メル・レゾン）
- サクラ大戦 ル・ヌーヴォー・巴里（2004年、メル・レゾン）
- GUNDAM EVOLVE（2004年 - 2005年、プレア・レヴェリー、精之進） - 2作品[一覧 8]
- 魔法少女隊アルス THE ADVENTURE（2007年、アルス）
- スーパーストリートファイターIV（2010年、ユーリ） - Xbox 360版限定特典アニメ
- 機動戦士ガンダム 水星の魔女 PROLOGUE（2022年、ナイラ・バートラン[40]）

### Webアニメ
- マウスどうぶつえん（2016年 - 、オウムのさちこ）
- マウスどうぶつえん名作劇場（2020年、オウムのさちこ）

### ゲーム
1997年
- ダムダム・ストンプランド（ダムダム）

1998年
- AZEL -PANZER DRAGOON RPG-（フェイ）
- 玉繭物語（ラー、ムー）

1999年
- ヨシモトムチッ子大決戦 〜南の島のゴロンゴ島〜（ホップ）

2000年
- サンライズ英雄譚R（リエ・アカツキ）
- ハッピィサルベージ（マーシュ）
- ラグナキュール レジェンド（カリン）

2001年
- サクラ大戦3 〜巴里は燃えているか〜（メル・レゾン）
- ジャック×ダクスター 旧世界の遺産（ロジィ）
- スーパーロボット大戦α for Dreamcast（リエ・アカツキ）
- 玉繭物語2 〜滅びの蟲〜（ラー、ムー）
- パイロットになろう!2（シンディ・ジョンソン）

2002年
- XIゴ
- 此花2 〜届かないレクエイム〜（神崎依央奈）
- サクラ大戦4 〜恋せよ乙女〜（メル・レゾン）
- スター・ウォーズ ギャラクティック・バトルグラウンド（パドメ・アミダラ）

2003年
- イースI・IIエターナルストーリー（マリア）
- SUNRISE WORLD WAR Fromサンライズ英雄譚（リエ）

2004年
- サクラ大戦物語 〜ミステリアス巴里〜（メル・レゾン）

2005年
- 機動戦士ガンダムSEED DESTINY GENERATION of C.E.（プレア・レヴェリー）
- ドラッグオンドラグーン2 封印の紅、背徳の黒（ハンチ）
- ワイルドアームズ ザ フォースデトネイター（ベリエール）

2006年
- ガンパレード・オーケストラ 青の章 〜光の海から手紙を送ります〜（田上由加里）
- みんなのテニス（ジュン）

2007年
- ソウルキャリバー レジェンズ（多喜）

2008年
- 侍道3（蘭姫）
- ソウルキャリバーIV（多喜）
- ドラマチックダンジョン サクラ大戦 〜君あるがため〜（メル・レゾン）
- METAL GEAR ONLINE（女性PC）

2009年
- ソウルキャリバー Broken Destiny（多喜）
- バンブーブレード 〜"それから"の挑戦〜（桑原鞘子）
- ラスト レムナント（エミー）

2011年
- 侍道4（朱美）
- 第2次スーパーロボット大戦Z 破界篇 / 再世篇（マルグリット・ピステール）
- みんなのGOLF 6（サツキ）
- SDガンダム GGENERATION（2011年 - 2019年、プレア・レヴェリー） - 3作品

2013年
- デジモンアドベンチャー
- 秘書コレクション 〜どきどき♥秘密の社長室〜（エリート弁護士秘書）

2014年
- 新・世界樹の迷宮2 ファフニールの騎士（アーテリンデ、冒険者ギルドのギルド長）
- SOUL SACRIFICE DELTA（ディンドラン）
- 機動戦士ガンダム エクストリームバーサス（2014年 - 2016年、プレア・レヴェリー） - 2作品

2015年
- グランブルーファンタジー（2015年 - 2023年、スカーサハ、エレイン）
- 第3次スーパーロボット大戦Z 天獄篇（マルグリット・ピステール）

2016年
- アンチャーテッド 海賊王と最後の秘宝（ナディーン・ロス）

2017年
- アンチャーテッド 古代神の秘宝（ナディーン・ロス）

2018年
- 機動戦士ガンダム エクストリームバーサス2（2018年 - 2025年、プレア・レヴェリー） - 4作品
- 世界樹の迷宮X（アーテリンデ）

2019年
- エーペックスレジェンズ（レイス）
- ファイアーエムブレム 風花雪月（マヌエラ＝カザグランダ）
- クイズRPG 魔法使いと黒猫のウィズ（2019年 - 2024年、バイトテロクレス / コリーヌ、アキレラレウス / ブリセイス、アルテミスVIII / ディアーネ）

2020年
- 聖剣伝説3 TRIALS of MANA（ウィル・オ・ウィスプ、ステラ、アニス）
- ロストアーク（黒牙）
- 真・女神転生III NOCTURNE HD REMASTER

2021年
- バイオハザード ヴィレッジ（カサンドラ・ドミトレスク）
- 真・女神転生V（アトロポス）
- ファイアーエムブレム ヒーローズ（マヌエラ）

2022年
- 城とドラゴン（ピクシードラゴン）
- コードギアス 反逆のルルーシュ ロストストーリーズ（2022年 - 2023年、井上直美）
- ファイアーエムブレム無双 風花雪月（マヌエラ＝カザグランダ）

2023年
- ストリートファイター6（市民）
- エブリバディ 1-2-Switch!

2024年
- UFOロボ グレンダイザー たとえ我が命つきるとも（レディガンダル、民間人、航空管制官） - 日本語版
- 真・女神転生V Vengeance（アトロポス）
- プロジェクトセカイ カラフルステージ! feat. 初音ミク（東雲家母）

### ドラマCD
- Weiß kreuz Wish A Dream Collection III THE ORCHID under THE SUN 太陽の蘭（2001年、亜由美）
- バンブーブレード ドラマCD 紅盤 / 白盤（2008年、桑原鞘子） - 2作品
- MAUSU THEATER（2017年 - ）
- ヒプノシスマイク「Enter the Hypnosis Microphone」（2019年、一二鶲）

### 吹き替え

#### 担当女優
アシュレー・ジョンソン
- ER V 緊急救命室（ディナ・エリス）
- ハート・オブ・ウーマン（アレックス・マーシャル）※ソフト版
- ピザ男の異常な愛情（ライリー・ローソン）

アマンダ・サイフリッド
- あなたの旅立ち、綴ります（アン・シャーマン）
- エンツォ レーサーになりたかった犬とある家族の物語（イブ）
- クーパー家の晩餐会（ルビー・クーパー）
- クラウデッド・ルーム（ライア・グッドウィン）
- 荒野はつらいよ 〜アリゾナより愛をこめて〜（ルイーズ）
- ジェニファーズ・ボディ（アニータ・“ニーディ”・レスニキ）
- ジュリエットからの手紙（ソフィー・ホール）
- マンマ・ミーア!（ソフィ・シェリダン）
  - マンマ・ミーア! ヒア・ウィー・ゴー

- Mank/マンク（マリオン・デイヴィス）
- 闇はささやく（キャサリン・クレア）
- ラヴレース（リンダ・ラヴレース）

アンナ・パキン
- あの頃ペニー・レインと（ポレキシア・アフロディシア）
- イカとクジラ（リリー）
- X-MENシリーズ（マリー・ダンキャント / ローグ）
  - X-メン ※ソフト版
  - X-MEN2 ※劇場公開版
  - X-MEN:ファイナル ディシジョン ※劇場公開版
  - X-MEN:フューチャー&パスト ※ローグ・エディションのみ

- オーバー・ザ・ムーン（アリソン）
- 小説家を見つけたら（クレア・スペンス）
- ダークネス（レジーナ）
- 25時（メアリー・ダヌンツィオ）

アンバー・タンブリン
- ガールフレンドデー（ジル）
- ザ・リング（ケイティ・エンバリー）※ソフト版
- 旅するジーンズと16歳の夏（ティビー）
  - 旅するジーンズと19歳の旅立ち

オーブリー・プラザ
- チャイルド・プレイ（カレン・バークレー）
- ベスト・セラーズ（ルーシー・スタンブリッジ）
- ライフ・アフター・ベス（ベス・スローカム）
- 私にもできる! イケてる女の10（以上）のこと（ブラッディ・クラーク）

カイラ・プラット
- ドクター・ドリトルシリーズ（マヤ・ドリトル）
  - ドクター・ドリトル3
  - ドクター・ドリトル4
  - ドクター・ドリトル ザ・ファイナル

- ふわっとアルバート（ドリス）

クリスティーナ・リッチ
- アイス・ストーム（ウェンディ・フッド）
- ウェンズデー（ソーンヒル）
- キャスパー（キャスリン・“キャット”・ハーヴェイ）※VHS版
- クリスティーナ・リッチのピンクモーテル（リリアン）
- グレイズ・アナトミー2 #16, #17（ハンナ・デイヴィス）
- ゴールド・ディガーズ 伝説の秘宝を追え!（ベス・イーストン）
- スリーピー・ホロウ（カトリーナ・ヴァン・タッセル）※ソフト版
- PAN AM/パンナム（マギー・ライアン）
- 誘拐騒動/ニャンタッチャブル（パティ・ランドール）※VHS版

クリスティナ・アップルゲイト
- キャッツ & ドッグス 地球最大の肉球大戦争（キャサリン）
- サマンサ Who?（サマンサ・ニューリー）
- バッド・ママ（グウェンドリン・ジェームズ）
  - バッド・ママのクリスマス

ミーナ・スヴァーリ
- アメリカン・パイシリーズ（ヘザー）
  - アメリカン・パイ
  - アメリカン・サマー・ストーリー
  - アメリカン・パイパイパイ!完結編 俺たちの同騒会

- アメリカン・ビューティー（アンジェラ・ヘイズ）※ソフト版
- クリスマスは家族で（ジャッキー）
- 恋は負けない（ドーラ・ダイアモンド）
- ヤング・ブラッド（フランチェスカ）

レイチェル・リー・クック
- シャンプー台のむこうに（クリスティーナ・ロバートソン）
- テキサス・レンジャーズ（キャロリン・デュークス）
- フラッシュバック（ジェニー・ケリー）

#### 映画
- アイ・アム・マザー（母の声〈ローズ・バーン〉）
- アイ・オリジンズ（プリヤ・ヴァルマ〈アーチー・パンジャビ〉）
- 悪魔の毒々モンスター 新世紀絶叫バトル（ウェイナー先生）
- アトミック・ツイスター（アシュレー・ビショップ）
- アニマルマン（リアンナ）
- あの頃ペニー・レインと（アニタ・ミラー〈ズーイー・デシャネル〉）
- あの子を探して（ミンジ〈ウェイ・ミンジ〉）
- 怪しい彼女（オ・ドゥリ〈シム・ウンギョン〉）
- イエロー・ハンカチーフ（マーティーン〈クリステン・スチュワート〉）
- 従妹ベット（ホルテンス・ヒューロット〈ケリー・マクドナルド〉）
- ウエスト・サイド物語（マリア〈ナタリー・ウッド〉）※テレビ東京版
- ウェディング・フィーバー ゲスな男女のハワイ旅行（ベッキー〈メアリー・ホランド〉）
- 海辺の家（アリッサ・ベック〈ジェナ・マローン〉）
- エアポート・アドベンチャー クリスマス大作戦（グレース・コンラッド〈ジーア・マンテーニャ〉）
- エイプリルの七面鳥（エイプリル・バーンズ〈ケイティ・ホームズ〉）
- エイリアン・シューター（ローザ）
- X-GAMER（ケイト）
- エラゴン 遺志を継ぐ者（アンジェラ〈ジョス・ストーン〉）
- O（ブランディ）
- オペラ座の怪人（クリスティーヌ〈アーシア・アルジェント〉）
- オリバー・ツイスト（ナンシー）
- 俺たちチアリーダー!（ポピー〈ジュリエット・ゴリア〉）
- 怨霊 THE HOUSE（チャリニー〈インティラー・ジャルンプラ〉）
- 君への誓い（ペイジ・コリンズ〈レイチェル・マクアダムス〉）
- キューティ・バニー（シェリー・ダーリントン〈アンナ・ファリス〉）
- 宮廷画家ゴヤは見た（イネス・ビルバトゥア / アリシア〈ナタリー・ポートマン〉）
- クライムチアーズ（リサ）
- クリスマス・アゲイン（カロリーナ）
- クルーエル・インテンションズ2（ダニエル〈サラ・トンプソン〉）
- クルーシブル（ベティ・パリス）
- クレイジー・バカンス ツイてない女たちの南国旅行（エミリー〈エイミー・シューマー〉）
- クロウ 復讐の翼（エリン・ランデル〈キルスティン・ダンスト〉）
- GAMER（トレース〈アリソン・ローマン〉）
- ゲス・フー/招かれざる恋人（ケイシャ・ジョーンズ）
- 原始のマン（ティーナ・モーガン）
- ゴースト・ハウス（ジェス・ソロモン〈クリステン・スチュワート〉）
- 恋のからさわぎ（カトリーナ・“キャット”・ストラットフォード〈ジュリア・スタイルズ〉）
- 恋人はパパ/ひと夏の恋（ニコル〈キャサリン・ハイグル〉）
- ザ・コンヴェント 死・霊・復・活（モー）
- ザ・ダーク（サラ）
- ザ・ビーチ（ソニア）※ソフト版
- シークレット・ルーム（レナ・ヴァイス）
- ジェイソン（ジュリー〈ジェシカ・モリス〉）
- ジェイソンZ（キンバリー）
- ジェット274（マティ〈アリソン・ピル〉）
- シスター・エスカレーション（スーザン〈タミー・パークス〉）
- シスターズ（マウラ・エリス〈エイミー・ポーラー〉）
- SIX シックス (マーゴ)
- シャギー・ドッグ（ロリー〈レイ・シーホーン〉）
- 17歳のカルテ（デイジー・ランドン〈ブリタニー・マーフィ〉）
- 呪怨 パンデミック（アリソン・フレミング〈アリエル・ケベル〉）※ソフト版
- ジュマンジ（少女時代のサラ〈ローラ・ベル・バンディ〉）※BD版
- ジュラシック・ワールド（カレン・ミッチェル〈ジュディ・グリア〉[57]）※ザ・シネマ版
- ジョー・ダート 華麗なる負け犬の伝説（ブランディ〈ブリタニー・ダニエル〉）
- ショーツ 魔法の石大作戦（ステイシー・トンプソン〈カット・デニングス〉）
- 人生は、奇跡の詩（エミリア）
- スーパーファイアー（ジュリー〈シエンナ・ギロリー〉）
- スティル・クレイジー（クレア・ノールズ〈レイチェル・スターリング〉）
- ステューピッド in NY（ハッピー〈リリ・テイラー〉）
- スノーホワイト[58]（グレタ 〈リリー・コール〉）
- スノウマゲドン（ジェニファー・ミラー〈マグダ・アパノウィッチ〉）
- スペル（クリスティン・ブラウン〈アリソン・ローマン〉）
- スマーフ（スマーフェット〈ケイティ・ペリー〉）
- スモール・ソルジャーズ（クリスティ・フィンプル〈キルスティン・ダンスト〉）※DVD版
- スリザー（カイリー・ストラットマイヤー〈タニア・ソルニア〉）
- セブンティーン・アゲイン（マギー・オドネル〈ミシェル・トラクテンバーグ〉）
- 洗脳（リンジー・クラーク〈キャサリン・イザベル〉）
- ソウルガールズ（シンシア〈ミランダ・タプセル〉）
- それでも、やっぱりパパが好き!（アメリア〈イモージェン・ウォロダースキー〉）
- ターンレフト・ターンライト（シャオホン〈テリー・クァン〉）
- 第3逃亡者（エリカ〈ノヴァ・ピルブーム〉）
- 立ち退き回避のススメ（ドリュー〈キキ・パーマー〉[59]）
- 探偵少女レクシー（ジェニファー〈ブレンダ・ソング〉）
- 抱きたいカンケイ（パトリース〈グレタ・ガーウィグ〉）
- チャイニーズ・ゴースト・ストーリー（チェン）
- ツインズ・エフェクト（ヘレン〈シャーリーン・チョイ〉）
- D2 マイティ・ダック（ジュリー・ガフニー）
- ディープ・インパクト（サラ・ホッチナー〈リーリー・ソビエスキー〉）
- テキサス・チェーンソー ビギニング（ベイリー〈ディオラ・ベアード〉）
- デス・マスク（ダラス〈レイラ・ミラニ〉）
- テッド（タミ・リン〈ジェシカ・バース〉）
- テッド2（タミ・リン〈ジェシカ・バース〉[60]）
- デンジャラス・ビューティー（シェリル・フレイザー〈ヘザー・バーンズ〉）※日本テレビ版
- Dr.パルナサスの鏡（ヴァレンティナ〈リリー・コール〉）
- 隣の家の少女（メグ・ローリン〈ブライス・オーファース〉）
- ドラキュラ（ルーシー〈サディ・フロスト〉）※新ソフト版
- トラブルカレッジ　大学を作ろう（モニカ・モアランド〈ブレイク・ライヴリー〉）
- トワイライト〜初恋〜（アリス・カレン〈アシュリー・グリーン〉）※日本テレビ版
- 25年目のキス（アルディス・マーティン〈リーリー・ソビエスキー〉）
- ニューイヤーズ・イブ（エリース〈リア・ミシェル〉）
- ニューヨークのシンデレラ（ベス・イーストン）
- ノトーリアス・B.I.G.（リル・キム〈ナトゥーリ・ノートン〉）
- バーサーカー（ティナ・ロックウェル〈キャロライン・ブラント〉）
- ハード・ラック（アンジェラ）
- パーマー（シェリー・バーデット〈ジュノー・テンプル〉）
- ハイ・クライムズ（ジャッキー・グリマルディ〈アマンダ・ピート〉）※テレビ朝日版
- ハイスクール白書 優等生ギャルに気をつけろ!（タミー・メッツラー）
- ハイロー・カントリー（ホセファ・オニール〈ペネロペ・クルス〉）
- ハスラーズ（デスティニー〈コンスタンス・ウー〉）
- バットマン ビギンズ（レイチェル・ドーズ〈ケイティ・ホームズ〉）※劇場公開版
- バッファロー・ドリーム（ドミノ〈エイドリアン・ベイロン〉）
- 花都大戦 ツインズ・エフェクトII（スプリング〈シャーリーン・チョイ〉）
- パパと呼ばれて大迷惑!?（ケリー・チャールズ〈サブリナ・ロイド〉）
- パンプキンヘッド 禁断の血婚（ジョディ〈エイミー・マンソン〉）
- ビギニング・オブ・ジ・エンド（エマ）
- ヒルズ・ハブ・アイズ2（アンバー・ジョンソン〈ジェシカ・ストループ〉）
- ファイアー・ストーム（キャサリン・ホルト）
- ファントム（リサ・ペイリー〈ローズ・マッゴーワン〉）
- フィールド・オブ・ドリームス（カリン・キンセラ〈ギャビー・ホフマン〉）※日本テレビ版
- 風雲 ストームライダーズ（楚々〈スー・チー〉）
- フォーチュン・クッキー（ステイシー・ヒンクハウス〈ジュリー・ゴンザロ〉）
- 覆面ダルホ〜演歌の花道〜（チャ・ソヨン〈イ・ソヨン〉）
- 不思議の国のアリス（アリス〈ティナ・マジョリーノ〉）※NHK版
- プランサー（ジェシカ・リッグス〈レベッカ・ハレル〉）※VHS・LD版
- BULLY ブリー（リサ・コネリー〈レイチェル・マイナー〉）
- プリティ・ライフ2 ヘイリー・ダフの学園天国（ラナ〈ヘイリー・ダフ〉）
- ブレードランナー（プリス〈ダリル・ハンナ〉）※ザ・シネマ版
- ブレックファスト・クラブ（クレア・スタンディッシュ〈モリー・リングウォルド〉）
- フレディVSジェイソン（ギブ〈キャサリン・イザベル〉）※テレビ東京版
- プロヴァンスの贈りもの（ファニー・シュナル〈マリオン・コティヤール〉）※ソフト版
- プロポーズ（ナタリー・アーデン〈マーリー・シェルトン〉）※ソフト版
- ベートーベン（ライス・ニュートン〈ニコール・トム〉）※ソフト版
- ベートーベン2（ライス・ニュートン〈ニコール・トム〉）※ソフト版
- ヘヴンズ・バーニング（ミドリ・タカダ〈工藤夕貴〉）
- ヘル・ドライブ（メアリー〈ローラ・ブレッケンリッジ〉）
- ベルベット・ゴールドマイン（シャノン〈エミリー・ウーフ〉）
- 僕のワンダフル・ライフ（マヤ）
- ホテル・バディーズ ワンちゃん救出大作戦（アンディ〈エマ・ロバーツ〉）
- ボルケーノ（ケリー・ローク〈ギャビー・ホフマン〉[61]）※テレビ朝日版
- ホワイト・インフェルノ（ペイジ・クーパー〈オーブリー・ダラー〉）
- ホワイトハウス狂騒曲（ミッキー・ジュバ）※ソフト版
- ホワイトファング2/伝説の白い牙（リリー・ジョセフ〈カーマイン・クレイグ〉）※NHK版
- マーズ・アタック!（タフィ・デイル〈ナタリー・ポートマン）〉）※ソフト版
- マイティ・ジョー（ジル・ヤング〈シャーリーズ・セロン）※ソフト版
- ママの彼氏はバンパイア（チェルシー・ハンセン〈ローラ・ヴァンダーヴォート〉）
- マリー・アントワネット（ポリニャック夫人〈ローズ・バーン〉）
- ミシェル（ミシェル〈オドレイ・トトゥ〉）
- ミッシング・ハイウェイ（バックパッカー〈ビジュー・フィリップス〉）
- 女神が家にやってきた（サラ・サンダーソン〈キンバリー・J・ブラウン〉）
- モテる男のコロし方（ベス〈ソフィア・ブッシュ〉）
- ユアプレイス、マイプレイス（デビー〈リース・ウィザースプーン〉）
- ユニバーサル・ソルジャー/ザ・リターン（ヒラリー・ドゥブロー）
- ライズ～コートに輝いた希望（ヴェロニカ・アデトクンボ）
- ライトニング（クローイ）
- ランダム・ハーツ（ジェシー・チャンドラー〈ケイト・マーラ〉）※ソフト版
- レッスン!（ラレッタ〈ヤヤ・ダコスタ〉）
- ロイヤル・セブンティーン（ダフネ・レノルズ〈アマンダ・バインズ〉）
- ロスト・アイランド（インザ）
- ロスト・イン・トランスレーション（ケリー〈アンナ・ファリス〉）
- ロッキー&ブルウィンクル（シドニー〈リリー・ニックセイ〉）
- ROCK YOU!（ジョスリン〈シャニン・ソサモン〉）※ソフト版
- ワン チャンス（ジュルズ〈アレクサンドラ・ローチ〉）

#### ドラマ
- アクエリアス 刑事サム・ホディアック（シャーメイン・タリー〈クレア・ホルト〉）
- アガサ・クリスティー ミス・マープル
  - 動く指（ミーガン・ハンター〈タルラ・ライリー〉）
  - なぜ、エヴァンズに頼まなかったのか?（フランキー・ダーウェント）
- アニマル・レスキュー・キッズ シーズン3（ターシャ）
- アボンリーへの道（ネリー、マーデル）
- ARROW/アロー シーズン7（エミコ・クイーン〈シー・シモオカ〉）
- アンブレイカブル・キミー・シュミット（キミー・シュミット〈エリー・ケンパー〉）
- ER緊急救命室
  - シーズン3 #17（ローリー〈ボニー・ルート〉）
  - シーズン4 #17（ナタリー・ローガン〈モーガン・ナグラー〉）
  - シーズン6 #20（クレア〈ポリー・クスマーノ〉）
  - シーズン7 #3（モイラ〈デヴォン・リーヴス〉）
  - シーズン8 #1（アリス・ジェンキンス〈ジェシカ・タウンゼント〉）
  - シーズン10 #14（レイラ〈リーガン・ウォレス〉）
  - シーズン12 #11（アマンダ・ラムジー〈セイジ・トンプソン〉）
- IT ※NHK-BS2版
- ヴァンパイア・ダイアリーズ（レベッカ〈クレア・ホルト〉）
- WITHOUT A TRACE/FBI 失踪者を追え! シーズン1（ピッキー）
- WITHOUT A TRACE/FBI 失踪者を追え! シーズン3 #20（デイジー）
- NCIS: ニューオーリンズ（ソーニャ・パーシー〈シャリータ・グラント〉）
- NCIS 〜ネイビー犯罪捜査班
- エバーウッド 遥かなるコロラド（エイミー・アボット〈エミリー・ヴァンキャンプ〉）
- Lの世界（デイナ・フェアバンクス〈エリン・ダニエルズ〉）
- オールザット（アシュリー〈アマンダ・バインズ〉）
- オリジナルズ（レベッカ・マイケルソン〈クレア・ホルト〉）
- Girlboss ガールボス（アニー）
- 逆転の女王（ペク・ヨジン〈チェ・ジョンアン〉）
- ギルモア・ガールズ
- クッキ 〜菊熙〜（ユンジャ）
- クリミナル・マインド FBI行動分析課　
  - シーズン1#18（ライラ・アーチャー〈アンバー・ハード〉）
  - シーズン6#24（ルーシー〈アンジェラ・サラフィアン〉）
- クローザー シーズン4 #3（アリー）
- 刑事トム・ソーン 声なき目撃者（アリソン）
- コールドケース4 #16（カレン・ワトソン）
- ザ・インターネット（アンジェラ・ベネット〈ブルック・ラングトン〉）
- ザ・ソプラノズ 哀愁のマフィア（メドウ・ソプラノ〈ジェイミー・リン・シグラー〉）※ソフト版 シーズン1
- THE FIRM ザ・ファーム 法律事務所（タミー・ヘンフィル〈ジュリエット・ルイス〉）
- SEAL Team/シール・チーム（アラナ・ヘイズ〈ミカエラ・マクマナス〉[62]）
- 宿敵 因縁のハットフィールド&マッコイ（ロザンナ・マッコイ〈リンゼイ・パルシファー〉）
- 情熱のシーラ（ロザリンダ・フォックス〈ハンナ・ニュー〉）
- 新ビバリーヒルズ青春白書（ナオミ・クラーク〈アナリン・マッコード〉）
- SCORPION/スコーピオン（フローレンス・ティプトン〈ティナ・マジョリーノ〉）
- スタートレック:ストレンジ・ニュー・ワールド シーズン2 #7（ベケット・マリナー〈タウニー・ニューサム〉）
- 太陽の女（ユン・サウォル〈イ・ハナ〉）
- TOUCH/タッチ（ナタリー）
- 超能力ファミリー サンダーマン4 #2（キャンディ・ファルコンマン〈ジェイダ・フェイサー〉）
- ティーンズ救命隊（バル）
- Trying〜親になるステップ〜（ニッキー〈エスター・スミス〉）
- ナース・ジャッキー2（リリー）
- ハイスクール・ウルフ（ハイディ）
- BAD LOVE〜愛に溺れて〜（カン・ジュラン）
- パパにはヒ・ミ・ツ（レイシー）
- 春のワルツ（ホン・ミジョン〈チェ・ジャヘ〉）
- パワーレンジャー・サムライ（ミア / ピンクレンジャー〈エリカ・フォン〉）
- 犯罪捜査官ネイビー・ファイル9（マティー）
- HEROES ファイナル・シーズン（グレッチェン・バーグ〈マデリーン・ジーマ〉）
- ビッグ・ショーのファミリー・ショー（キャッシー・ワイト〈アリソン・マン〉）
- ビッグ・リトル・ライズ 〜セレブママたちの憂うつ〜（マデリン・マーサ・マッケンジー〈リース・ウィザースプーン〉）
- 秘密（イ・ジウン〈ハ・ジウォン〉）
- プライベート・プラクティス5 #9（ヘイリー〈デビー・ライアン〉）
- ブラインドスポット タトゥーの女（ドクター・カレン・サン〈リ・ジュン・リ〉）
- ブラック・ミラー シーズン3 #1（ナオミ〈アリス・イヴ〉）
- THE BLACKLIST/ブラックリスト（ジョリーン・パーカー / ルーシー・ブルックス〈レイチェル・ブロズナハン〉）
- フラッシュポイント -特殊機動隊SRU-（ローラ）
- FRINGE/フリンジ（レイチェル〈アリ・グレイナー〉）
- ボーイ・ミーツ・ワールド シーズン1 #7（ジェシカ〈ケリー・ラッセル〉）
- ホテリアー（ソ・ジニョン〈ソン・ユナ〉）
- ホテル・バビロン（ラドレー夫人）
- ホワイトカラー（ジュリアナ）
- ミディアム 霊能者アリソン・デュボア（リン・ディノヴィ〈ティナ・ディジョセフ〉）
- ライフ with デレク（ケイシー・マクドナルド〈アシュリー・レガット〉）
  - バケーション with デレク（ケイシー・マクドナルド〈アシュリー・レガット〉）
- Life 真実へのパズル（ダニ・リース〈サラ・シャヒ〉）
- リスナー 心を読む青い瞳（アイリス）

#### アニメ
- おちゃめな魔女サブリナ（サブリナ）
- おさるのジョージ（ケイリー）
- かたつむリンピック（パム）
- キャンプ・ラズロ（パッツィ、ジェーン・ドー）
- スタートレック:ローワー・デッキ（ベケット・マリナー）
- スティーブン・ユニバース（パール[63]、イエローパール、ブルーパール、スキニージャスパー）
- スパイダーマン:スパイダーバース（リオ・モラレス）
  - スパイダーマン:アクロス・ザ・スパイダーバース[64]
- ダイナソー・アイランド 恐竜たちの大地（マーガレット）
- チャギントン（エメリー[65]）
- チキン・リトル（アビー・マラード）
- ドット（ママ）
- なんだかんだワンダー（ドミネーター卿）
- ねずみの騎士デスペローの物語（アントワネット）
- ハイ!ハイ! パフィー・アミユミ（ユミ、テキライ）
- プラウドファミリー（ディジョネイ[66]）
- マドレーヌ（ペピート）
- ムーチャ・ルーチャ!（ブエナ・ガール）

### ラジオ
- ぱぁれしふぉん
- シフォン☆シフォン
- 小島幸子と小林ゆうの日本橋天女放送局

### ラジオドラマ
- FMシアター「絶叫マシン」（NHK-FM、1995年）

### ナレーション
- 月刊アニメージュTV

### 映画
- 四万十川（浅野千代子）

### テレビドラマ
- 世にも奇妙な物語 冬の特別編「さよなら6年2組」（1991年 フジテレビ、共同テレビジョン）
- 代表取締役刑事 第22話「大人は判ってくれない」（1991年 テレビ朝日、石原プロモーション） - 三田村アキコ
- 大人は判ってくれない 第10回「うそつき」（1992年 フジテレビ、にっかつ撮影所）

### その他コンテンツ
- chiffons
- WEBTV m-serve style Vol.55（ゲスト出演）
- サクラ大戦武道館ライブ〜帝都・巴里・紐育〜（2007年5月13日・日本武道館）[メル・レゾン]
- サクラ大戦巴里花組ライブ2009〜燃え上がれ自由の翼〜（2009年12月26日 - 27日・青山劇場）[メル・レゾン]
- サクラ大戦巴里花組＆紐育星組ライブ2010〜可憐な花々 煌く星々〜（2010年12月10日 - 12日・青山劇場）[メル・レゾン]
- サクラ大戦武道館ライブ2〜帝都・巴里・紐育〜（2011年10月7日・日本武道館）[メル・レゾン]
- サクラ大戦巴里花組ライブ2012〜レビュウ・モン・パリ〜（2012年12月26日 - 29日・青山劇場）[メル・レゾン]
- サクラ大戦巴里花組ショウ2014〜ケセラセラ・パリ〜（2014年2月13日 - 16日・天王洲 銀河劇場）[メル・レゾン]
- ぽわわわわん ろっこめ「あるひ森のなか短編にであった」（2024年11月3日 - 5日、調布市せんがわ劇場）[67]

## ディスコグラフィ

### シングル
- Aquamarineの記憶
- 君を守るためにぼくは夢を見る
- Higher&Deeper
- Snow Train

### アルバム
- 資本主義
- Parler Chiffons
- 日和見主義

### 音楽CD
- バンブーブレード O.S.T.（桑原鞘子） ※キャラクターソング「ONLY TRACK」収録
- 落語天女おゆい キャラクターソングス（2006年3月8日）

### シリーズ一覧
1. ↑  第1期（2008年）、第2期『CAPU2』（2008年）
2. ↑  第1期（2012年）、第2期『next stage』（2013年）
3. ↑  【2011年版『カードファイト!! ヴァンガード』シリーズ】

第2期『アジアサーキット編』（2012年）

【『カードファイト!! ヴァンガードG』シリーズ】

第3期『ストライドゲート編』（2016年）、第5期『Z』（2017年 - 2018年）

【2018年版『カードファイト!! ヴァンガード』シリーズ】

新右衛門編（2019年）
4. ↑  第1期（2012年）、第2期『NEW』（2013年）、第3期『BorN』（2015年）
5. ↑  1st Season（2013年）、2nd Season前半『スターダストクルセイダース』（2014年）、2nd Season後半『スターダストクルセイダース エジプト編』（2015年）
6. ↑  第1期『1st season』（2019年）、第3期『The Final』（2021年）
7. ↑  第1作（2020年）、第2作『アサティール2 未来の昔ばなし』（2024年 - 2025年）
8. ↑  『6』（2004年）、『14』（2005年）
9. ↑  『WORLD』（2011年）、『OVER WORLD』（2012年）、『CROSSRAYS』[41]（2019年）
10. ↑  『マキシブースト』（2014年）、『マキシブースト ON』（2016年）
11. ↑  『エクストリームバーサス2』（2018年）、『クロスブースト』（2021年）、『オーバーブースト』（2023年）、『インフィニットブースト』（2025年）